# Bob Gerhardt
Robert "Bob" Buchanan Gerhardt (3. oktober 1903 - 23. januar 1989) var en amerikansk roer fra Baltimore.
Gerhardt vandt bronze i firer med styrmand ved OL 1924 i Paris, sammen med Sid Jelinek, Edward Mitchell, Henry Welsford og styrmand John Kennedy. Der deltog i alt 10 lande i disciplinen, hvor Schweiz og Frankrig vandt henholdsvis guld og sølv foran den amerikanske båd. Det var det eneste OL han deltog i.

## OL-medaljer
- 1924:  Bronze i firer med styrmand